# Calamus mitis
Calamus mitis är en enhjärtbladig växtart som beskrevs av Odoardo Beccari. Calamus mitis ingår i släktet Calamus och familjen Arecaceae. Inga underarter finns listade i Catalogue of Life.